# Roihau Degage
Roihau Degage (12 dicembre 1988) è un calciatore francese nato a Tahiti, attaccante del Tefana.

## Carriera

### Club
Ha giocato complessivamente 9 partite nella OFC Champions League, segnandovi anche 3 reti.

## Palmarès

### Nazionale
Coppa d'Oceania: 1 
2012